# پرات (آلمان)
پرات (به آلمانی: Prath) یک شهر در آلمان است که در Verbandsgemeinde Loreley واقع شده‌است. پرات ۳۲۲ نفر جمعیت دارد.